# Самойлов, Эдуард Владимирович
Эдуа́рд Влади́мирович Само́йлов (1 марта 1950, Узбекская ССР, СССР — 9 февраля 2010, Обнинск, Калужская область, Российская Федерация) — советский и российский политолог, журналист, диссидент. Дважды, в 1975 и 2008 годах, был осуждён по политическим обвинениям. Жертва советской карательной психиатрии.

## Биография
Эдуард Самойлов родился 1 марта 1950 года в Узбекистане, вырос в горном посёлке в Таджикистане. Работал рабочим в геологоразведке, тренером по баскетболу, инструктором по спорту на заводе.
В 1971 году поступил на факультет журналистики Московского государственного университета имени М. В. Ломоносова и самостоятельно занялся изучением прихода к власти Иосифа Сталина. Итогом этих штудий стала написанная Самойловым книга о фашизме.
8 мая 1975 года был арестован КГБ и обвинён по статье 70 УК РСФСР («антисоветская агитация и пропаганда») за попытку передать на Запад книгу о политической борьбе в СССР в 1920—1960-е годы. В августе-сентябре 1975 года в Институте имени Сербского был признан невменяемым и отправлен на принудительное лечение в спецпсихбольницу Ташкента. Мать Эдуарда Самойлова, не вынеся потрясения от ареста сына, покончила с собой в день его рождения 1 марта (сам он с тех пор никогда свой день рождения не отмечал). Здоровье Самойлова в ходе четырёхлетнего принудительного лечения было подорвано.
После освобождения в апреле 1979 года жил в Коканде.
Восстановился на факультете журналистики МГУ, который окончил в 1982 году. Несмотря на риск повторного ареста, продолжал политологические исследования и к 1982 году разработал общую теорию тоталитарных (фашистских) систем, впервые опубликованную в 1992 году в книге «Фюреры. Общая теория фашизма» (второе расширенное издание вышло в 1993 году).
После окончания факультета журналистики МГУ в 1982 году поселился в Калуге, где работал сначала в заводской многотиражной газете, затем в областной молодёжной газете «Молодой ленинец».
В 1987 году переехал в Обнинск и работал собственным корреспондентом калужских областных газет по Обнинску и трём близлежащим районам. Сотрудничал с обнинскими газетами «Обнинск» и «Вы и мы». Некоторое время работал руководителем пресс-службы банка.
Во время перестройки добился пересмотра своего уголовного дела 1975 года и своей полной реабилитации.
В начале 1990-х годов принял участие в выборах в обнинский Горсовет. Избирательная кампания состояла в том, что он сам расклеил по подъездам домов своего избирательного участка вырезки своих газетных статей. Своих конкурентов он в результате победил с большим отрывом.
В 1995 году баллотировался в Государственную думу по Дзержинскому одномандатному округу Калужской области.
В 2000 году мировоззрение Самойлова претерпело существенные изменения:
В декабре 2000 г. я воцерковился.

С того времени мои политологические исследования перешли в принципиально новую фазу. Совмещение богословского и политологического подходов значительно расширяет «объем» прогнозирования и позволяет точнее формулировать прогнозы.
В октябре 2007 года против Эдуарда Самойлова было возбуждено уголовное дело по части 2 статьи 280 УК РФ («Публичные призывы к осуществлению экстремистской деятельности, совершенные с использованием средств массовой информации»). Причиной возбуждения дела стало размещение Самойловым на собственном сайте «Россия верующая» в 2006 году обращения к бывшему главе ФСБ Николаю Патрушеву, а также к генералу Балуевскому, генералу Маслову, генералу Нургалиеву, генералитету, офицерскому корпусу Вооруженных сил и спецслужб России. В нём он представил анализ социально-политической ситуации в России, сложившейся за годы правления «либеральных реформаторов», которые, по его мнению, выполняют план Запада по уничтожению страны. Говоря о неизбежности «свержения демократического режима», Самойлов утверждал, что «за неизбежностью переворота в России стоит воля Бога». Совершить этот переворот, по его мнению, «обязаны генералы и офицеры Вооруженных Сил России и спецслужб», которые также должны «обеспечить восстановление монархии в России». Одно из четырёх обращений Самойлова к Патрушеву было подписано «Волею Божьей Апостол Эдуард Самойлов». В других обращениях он сформулировал своё видение будущего России как симбиоза монархии и социализма, перетекающего в коммунизм. Новым властям при этом, в параллель с большевиками, придётся планомерно уничтожать «реформаторов». Психолого-лингвистическая экспертиза подтвердила экстремистскую направленность высказываний Самойлова, сочтя их призывами к «насильственному изменению конституционного строя Российской Федерации», и признала тексты, размещённые в Интернете, публичными. Сам Самойлов в суде признал, что его действия вышли за рамки законодательства, но сказал, что они были вызваны необходимостью и обусловлены результатами проведённого им политологического анализа. 23 июня 2008 года судебным решением Эдуард Самойлов был приговорён к году лишения свободы условно с испытательным сроком в один год, а также лишён права заниматься политической журналистикой сроком на полгода.
Умер от инфаркта 9 февраля 2010 года, похоронен в Обнинске.

## Личная жизнь
Жил в Обнинске с сыном в трёхкомнатной квартире своего знакомого на первом этаже «хрущёвской» пятиэтажки. Был «кошатником» и вне зависимости от своего текущего материального положения и, нередко, при полном отсутствии средств, всегда держал дома котов.
В возрасте около сорока лет женился на школьной выпускнице, с которой они разошлись после нескольких лет брака. В этом браке родился сын, который жил с отцом и на момент его смерти был старшеклассником.

### Публикации Эдуарда Самойлова

#### Книги
- Самойлов Эдуард. Гитлер, Сталин, Мао Цзе Дун (сравнительный анализ психики). — Обнинск, 1991. — 44 с.
- Самойлов Эдуард. Фюреры. Общая теория фашизма: [В 2 кн.]. — Обнинск: Принтер, 1992. — Т. 1. — 108 с.
- Самойлов Эдуард. Фюреры. Общая теория фашизма: [В 2 кн.]. — Обнинск: Принтер, 1992. — Т. 2. — 218 с.
- Самойлов Эдуард. Фюреры. Общая теория фашизма: [В 3 кн.]. — Калуга: СЭЛС, 1993. — Т. 1. — 168 с. — 10 000 экз.
- Самойлов Эдуард. Фюреры. Общая теория фашизма: [В 3 кн.]. — Калуга: СЭЛС, 1993. — Т. 2. — 262 с. — 10 000 экз.
- Самойлов Эдуард. Фюреры. Общая теория фашизма: [В 3 кн.]. — Калуга: СЭЛС, 1993. — Т. 3. — 186 с. — 10 000 экз.

### Об Эдуарде Самойлове
- Обнинский суд вынес приговор за высказывание в интернете (недоступная ссылка — история) // Obninsk.In. — 22 июля 2008 года.
- Журналист осуждён за призывы к насилию // Новые Известия. — 23 июля 2008 года. Архивировано 3 августа 2008 года.
- В Калужской области за призыв к экстремистской деятельности осудили журналиста // Комсомольская правда — Калуга. — 23 июля 2008 года.
- Банцевич Артём. За монархию, против президента. Суд лишил свободы калужского журналиста за обращение к Патрушеву // Каспаров.ру. — 23 июля 2008 года.
- Журналист осуждён за призыв в интернете к насильственному изменению конституционного строя в России // Неделя. — 23 июля 2008 года.
- Суд Обнинска приговорил журналиста за экстремизм // Gzt.ru. — 24 июля 2008 года.
- Антон Васецкий. Сетевой экстремист // Взгляд.ру. — 24 июля 2008 года.
- Бочарова Светлана. Апостол-экстремист // Газета.Ru. — 24 июля 2008 года.
- Рогозин Ю. Умер Эдуард Самойлов, человек, который хотел улучшить мир // Патриот — российский политический клуб. — 10 февраля 2010 года.
- Скончался Эдуард Самойлов, один из постоянных авторов ФОРУМа.мск // Forum.msk.org. — 12 февраля 2010 года.